# Джерид
Джерид, джирит (осман. dżirīd, араб. dżarit) — тонкий метальний спис, подібний до дротика.
Були розповсюджені на території Північної Африки та Азії. Через турків та татар джериди потрапили на територію Русі, а потім у країни Східної Європи.
Найчастіша джериди застосовувались кіннотою — їх було зручно та швидко витягувати з чохла, при цьому продовжуючи керування конем. Довжина джеридів становила 70-150 см. Древко було тонким та легким.
Вага кавалерійського джерида становила трохи більше 0,5 кг, що дозволяло пробивати легкий захист противника.
Метали джериди на невеликі відстані — 10-15 метрів. Наконечники були вузькі та довгі. Щоб утруднити витягування дротика зі щита чи рани на наконечнику могли робитись незворотні шипи.
Джериди носились у спеціальному колчані, який називався джид, на поясі воїна з лівого боку. Найчастіше чохол був розрахований на 3 або 4 дротики, що знаходились в окремих гніздах.
Деколи в одному з гнізд замість дротика носили палаш, шаблю, довгий ніж або тесак — тобто, будь-яку зручну клинкову зброю.
Чохли прикрашались металевими накладками — позолоченими, срібними, з чеканкою.
Джериди застосовувались аж до XVIII століття. Крім бойового застосування, використовувались також на парадах. В Польщі джерид вважається попередником лянци — уланської піки.